# Пелайо Пелаэс

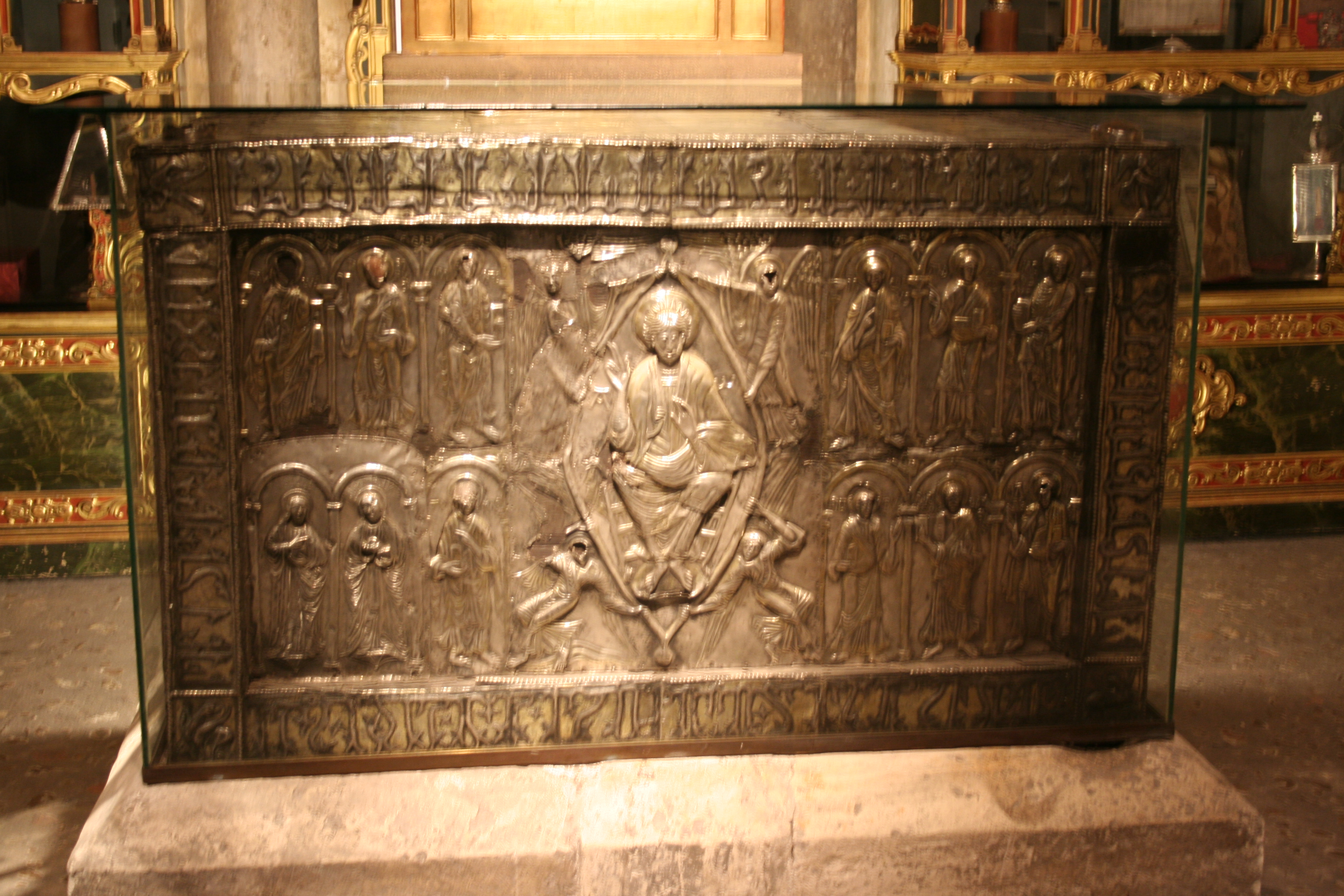
Святой ковчег в соборе Овьедо, открытый в присутствии короля Леона Альфонсо VI и нескольких магнатов, в том числе графа Пелайо Пелаэса.

Пелайо Пелаэс (исп. Pelayo Peláez; упоминается в 1056—1092/1095 годах) — астурийский магнат, член высшего дворянства, который присутствовал вместе с королем Леона Фердинандом I, когда мощи святого Исидора были помещены в Базилику Святого Исидора Леонского.

## Семейное происхождение
Сын графа Пелайо Фройласа Дьякона (ок. 990 — ок. 1050), сына графа Фройлы Хименеса, и графини Альдонсы Ордоньес, законной дочери инфанта Ордоньо Рамиреса Слепого и инфанты Кристины Бермудес, дочери короля Леона Бермудо II и королевы Веласкиты Рамирес. Граф Пелайо и графиня Альдонса основали в 1032 году монастырь Лапедо в Бельмонте-де-Миранда.

## Биография
Пелайо Пелаэс часто появляется в королевском окружении, подтверждая королевские грамоты в документации нескольких монастырей и собора Сан-Сальвадор-де-Овьедо. Его присутствие также записано в нескольких семейных мероприятиях в Астурии в 1060-х годах и в открытии священного ковчега королем Леона Альфонсо VI. Он присутствовал со своим братом Ордоньо Пелаэсом и другими дворянами вместе с королем Фердинандом I Леонским в 1063 году, когда мощи святого Исидора были перенесены из Севильи графом Мунио Муньосом и перенесены в церковь святых Иоанна и Пелайо, который с тех пор был назван базиликой Сан-Исидоро-де-Леон.
Он скончался между 1092 годом, последний раз, когда он упоминается в документации вместе со своим братом Педро Пелаэсом, владельцем феода Тинео, и 1095 годом, когда его сыновья подтверждают документ без присутствия их отца. В 1097 году его вдова сделала пожертвование за душу своего мужа в Собор Овьедо.

## Брак и потомство
Пелайо женился на Муниадоне (Майор) Гонсалес, возможно, дочери Гонсало Сальвадореса (? — 1083), графа де Ла-Буреба. У супругов были следующие дети:
- Гонсало Пелаэс (ок. 1080—1138), названный «мятежный граф», унаследовал все имущество своих родителей и впервые появляется в астурийской документации, хотя уже в правление короля Леона Альфонсо VI находился в галисийских землях на службе королевы Урраки I де Леон.
- Альдонса Пелаэс (ок. 1095—1128/1138). Его первое появление в средневековой документации было в 1095 году со своим братом графом Гонсало. Два года спустя её мать Муниадона Гонсалес лишила её права на наследование семейного имущества. Она уже была замужем в 1097 году за Педро Гарсией, королевским энсином с 1131 года. Альдонса подтвердила пожертвования её двоюродного брата Суэро Бермудеса из монастыря Корнелльяна собору Овьедо в 1128 году. У него было по крайней мере две дочери, Мария и Уррака.

Они также могли быть родителями:
- Фруэла Пелаэс
- Кристина Пелаэс, она и её муж Гонсало Бермудес сделали пожертвование собору Овьедо после смерти своего брата Гонсало.